# Colletes wickhami
Colletes wickhami är en biart som beskrevs av Timberlake 1943. Colletes wickhami ingår i släktet sidenbin, och familjen korttungebin. Inga underarter finns listade i Catalogue of Life.